# Ungarischer Andorn
Der Ungarische Andorn (Marrubium peregrinum), auch Grau-Andorn und Pannonischer Andorn genannt, ist eine Pflanzenart aus der Gattung Andorn (Marrubium) in der Familie der Lippenblütler (Lamiaceae).

## Beschreibung
Marrubium peregrinum ist eine ausdauernde, krautige Pflanze mit Wuchshöhen bis 60 cm. Die Stängel sind mit kurzen, weißlichen oder gelblichen Trichomen angedrückt filzig behaart. Aus fast allen Achseln entspringen abstehende Äste. Die Laubblätter sind länglich oder verkehrteiförmig, am Grund keilförmig und am Rand gekerbt-gesägt. Die Behaarung ist weißlich filzig, auf der Unterseite dichter als auf der Oberseite. Der Blattstiel ist kürzer als die Spreite.
Der Blütenstand besteht aus Scheinquirlen mit bis zu zehn Blüten, die voneinander entfernt sind oder an den obersten Seitenzweigen gehäuft auftreten. Die Vorblätter sind kurz, pfriemlich oder winzig. Die Kelchröhre ist 3,5 bis 5 mm lang, zehnrippig und mit anliegenden Trichomen filzig behaart. Die fünf Kelchzähne sind 1,5 bis 3 mm lang, lanzettlich-pfriemlich, aufrecht oder später abstehend. Die Krone ist weiß gefärbt und überragt die Kelchzähne.
Die Chromosomenzahl beträgt 2n = 34 oder 32.

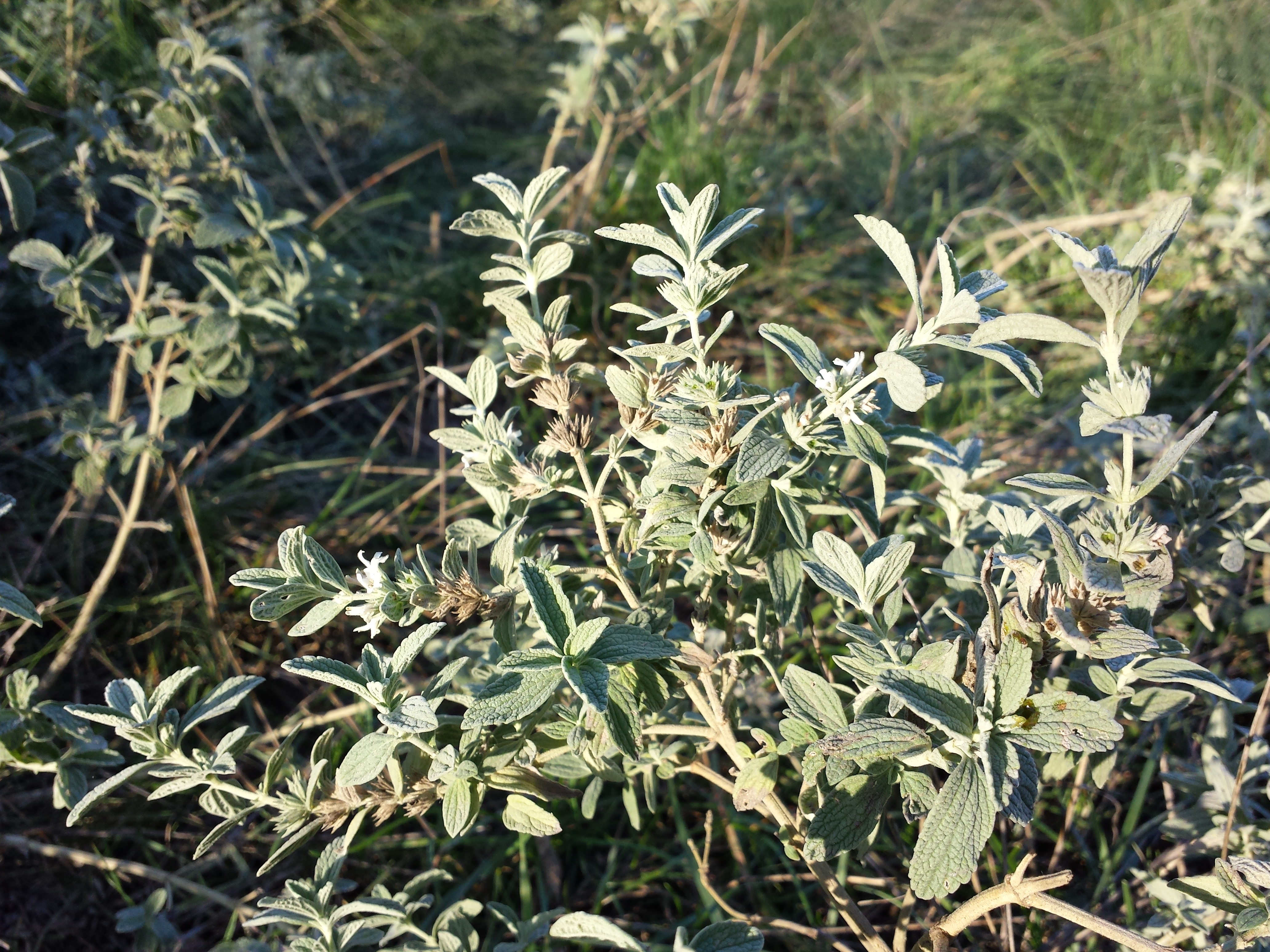
Ungarischer Andorn (Marrubium peregrinum)

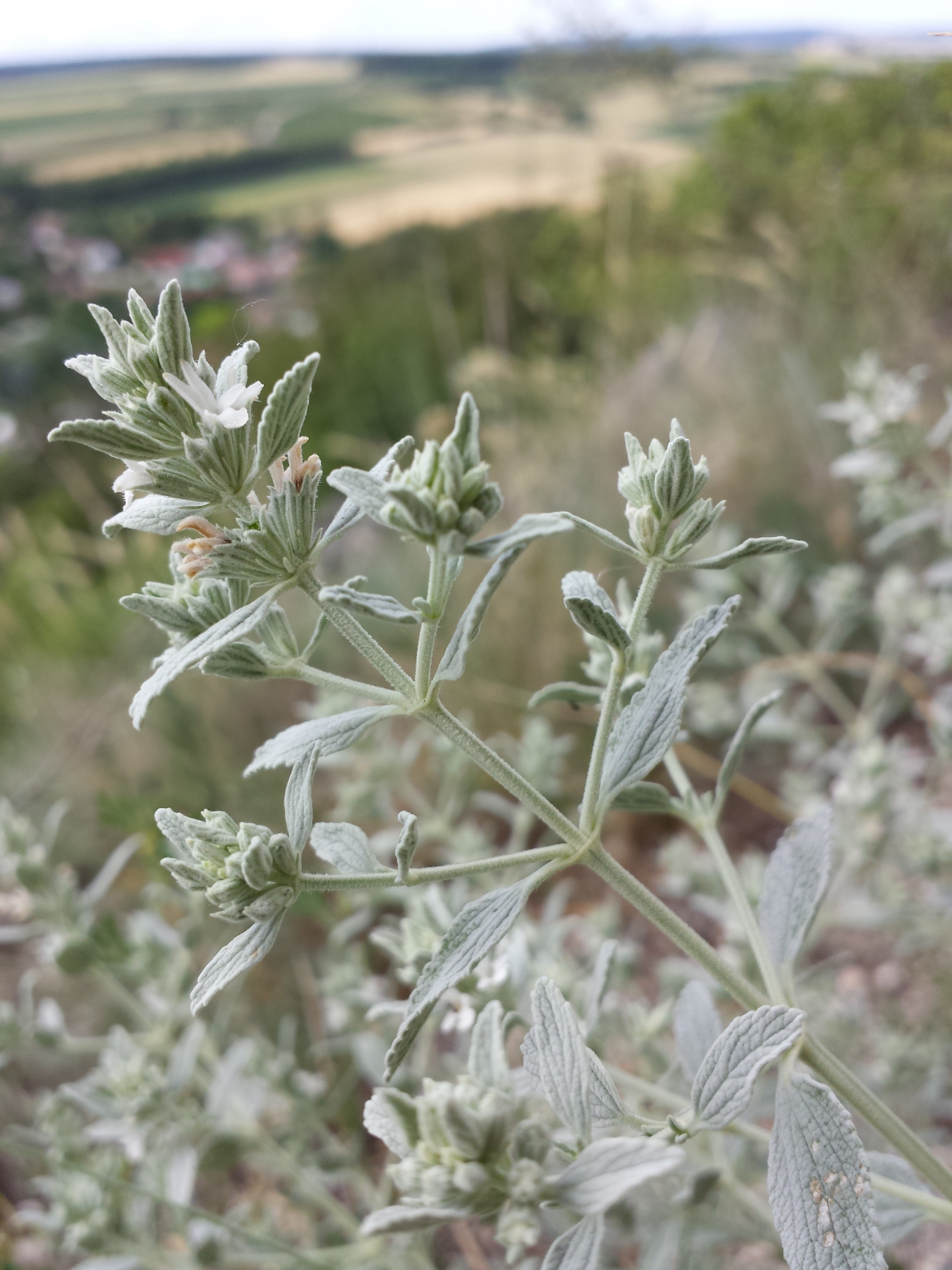
Ungarischer Andorn (Marrubium peregrinum)

## Vorkommen
Die Art ist in Südost- und dem östlichen Mitteleuropa bis zum Kaukasusraum und der Türkei verbreitet und erreicht an der Nordwestgrenze des geschlossenen Areals die pannonisch geprägten Teile Österreichs (Burgenland, Wien, Niederösterreich). Darüber hinaus gibt es einige teilweise seit Jahrhunderten stabile, teilweise unbeständige, auf Einschleppung beruhende Vorkommen in den Trockengebieten Mitteleuropas. In Deutschland sind zwei Vorkommen im östlichen Harzvorland noch aktuell; die Art ist hier vom Aussterben bedroht.
In Europa kommt die Art in Deutschland, Österreich, Ungarn, im früheren Jugoslawien, in der früheren Tschechoslowakei, in Albanien, Bulgarien, Griechenland (ohne Kreta), Rumänien, Ukraine, im südlichen Russland und in der Türkei vor.
Standorte der Art sind trockene Ruderalstellen und ruderalisierte Trockenrasen, insbesondere über Löss. Der Ungarische Andorn ist eine Charakterart des Verbands Onopordion acanthii.

## Taxonomie
Der Ungarische Andorn wurde 1753 von Carl von Linné in Species Plantarum Band 2 Seite 582 als Marrubium peregrinum erstbeschrieben. Das Epitheton "peregrinum" = "fremd" hat er von Caspar Bauhins Pinax (1623) übernommen. Ein Synonym ist Marrubium creticum Mill. Die Art kommt aber auf Kreta nicht vor.